# Norway Jackes
Norway Baldwin Jackes (ur. 8 czerwca 1881 w Toronto, zm. 8 lipca 1964 w Port Hope) – kanadyjski wioślarz, brązowy medalista olimpijski.
Wystąpił na igrzyskach olimpijskich w Londynie w 1908 roku, gdzie razem z Frederickiem Tomsem zdobył brązowy medal w dwójkach bez sternika. W zawodach tych wyprzedziły ich jedynie dwie Brytyjskie osady: John Fenning i Gordon Thomson oraz George Eric Fairbairn i Philip Verdon. Był to jego jedyny start olimpijski.
Podczas I wojny światowej służył w Royal Canadian Army.